# 维奥讷河
维奥讷河（法語：Viosne，法語發音：[vjɔn]）是法国上法蘭西大區瓦兹省与法蘭西島大區瓦兹河谷省的河流，是瓦兹河的右支流，长28.8千米。